# گرودکووو-زاویشه
گرودکووو-زاویشه (به لهستانی:  Grodkowo-Zawisze) یک روستا در لهستان است که در گمینا شرپتس واقع شده‌است.
 گرودکووو-زاویشه  ۱۸۰ نفر جمعیت دارد.